# Pocket Gamer
Pocket Gamer es un sitio web de videojuegos que se centra en videojuego para móviles y portátiles. El sitio fue lanzado en 2005 el 16 de noviembre y es propiedad de la compañía británica Steel Media Ltd. Cubre los juegos portátiles y móviles de iPhone, iPad, Android, Nintendo Switch y otros. Fue uno de los primeros en cubrir el mercado de juegos de iPhone. También entrega premios a los videojuegos para reconocerlos en varias categorías. El periódico británico The Guardian hizo una lista de juegos recomendados por Pocket Gamer, especialmente la lista de juegos recomendados por mes. Desde 2019, su editor es Dann Sullivan.